# Hounslow Central (metrostation)
Hounslow Central is een station van de Londense metro in het stadsdeel Hounslow in West-Londen. Het ligt aan de Piccadilly Line.

## Geschiedenis
Op 21 juli 1884 opende de District Railway (DR), de latere District Line, een enkelsporige zijlijn naar Hounslow Barracks, het latere Hounslow West, vanaf haar lijn naar Hounslow Town die in 1883 was geopend. Aanvankelijk kende de zijlijn geen stations tussen het eindpunt bij Hounslow Barracks en Osterley & Spring Grove. Het kopstation Hounslow Town werd op 1 april 1886 vervangen door Heston & Hounslow, een doorgangsstation aan de lijn naar Hounslow Barracks. In 1903, toen de elektrificatie begon, werd Hounslow Town heropend en reden de metro's ten westen van Osterly & Spring Grove om en om naar Hounslow Town en Hounslow Barracks. De elektrificatie van Hounslow-tak (Hounslow Barracks – Acton Town) was gereed op 13 juni 1905 gereed. Naast de vervanging van de stoomtractie werd op deze dag ook het spoor tussen Osterley en  Heston & Hounslow gesloten en werd een nieuwe verbindingsboog geopend tussen Hounslow Town en   Heston & Hounslow. De metro's moesten vervolgens standaard kopmaken in Hounslow Town. Dit kopmaken was operationeel geen succes en tussen de verbindingsbogen werd een nieuw station gebouwd. Dit nieuwe station werd op 2 mei 1909 geopend ter vervanging van het kopstation dat toen samen met de verbindingsbogen voorgoed gesloten. 
Op 19 oktober 1912 werden nieuwe stationsgebouwen geopend in  Heston & Hounslow en op 1 december 1925 kregen de stations in Hounslow een nieuwe naam,  Heston & Hounslow werd Hounslow Central, Hounslow Town werd Hounslow East en Hounslow Barracks werd Hounslow West. 
Na de Eerste Wereldoorlog wilde de eigenaar van zowel de Great Northern Piccadilly & Brompton Railway (GNP&BR) als de DR, de UERL, de GNP&BR verlengen naar nieuw te bouwen woonwijken in het noordoosten. Ten westen van Hammersmith zou de GNP&BR volgens de plannen van UERL als sneldienst naast de DR gaan rijden om de reistijden tussen de woongebieden in het westen en de binnenstad te bekorten. Dit plan werd tegengewerkt door vervoerders die de voorstadslijnen met stoomtractie uitbaatten en bang waren dat de elektrische metro klanten zou afsnoepen. In 1925, twee jaar na de grote reorganisatie van de Britse spoorwegen, gaf de LNER haar verzet tegen de verlenging van deGreat Northern Piccadilly & Brompton Railway (GNP&BR) aan de oostkant van de stad op waarmee de weg vrij kwam voor verlengingen van de lijn aan beide uiteinden. De westelijke verlenging bestond uit eigen sporen tussen Hammersmith en Acton Town en de overname van de noordtak van de DR. Het nieuwe westelijke depot van de GNP&BR werd gepland bij Northfields dat in januari 1933 het westelijke eindpunt van de GNP&BR werd. Op 13 maart 1933 gingen de metro's van de GNP&BR, de latere Piccadilly Line, doorrijden tot Hounslow West. Van 13 maart 1933 tot 9 oktober 1964 werd Hounslow Central zowel door de Piccadilly als de District bediend, sindsdien is de Piccadilly de enige lijn die Hounslow Central aandoet. 

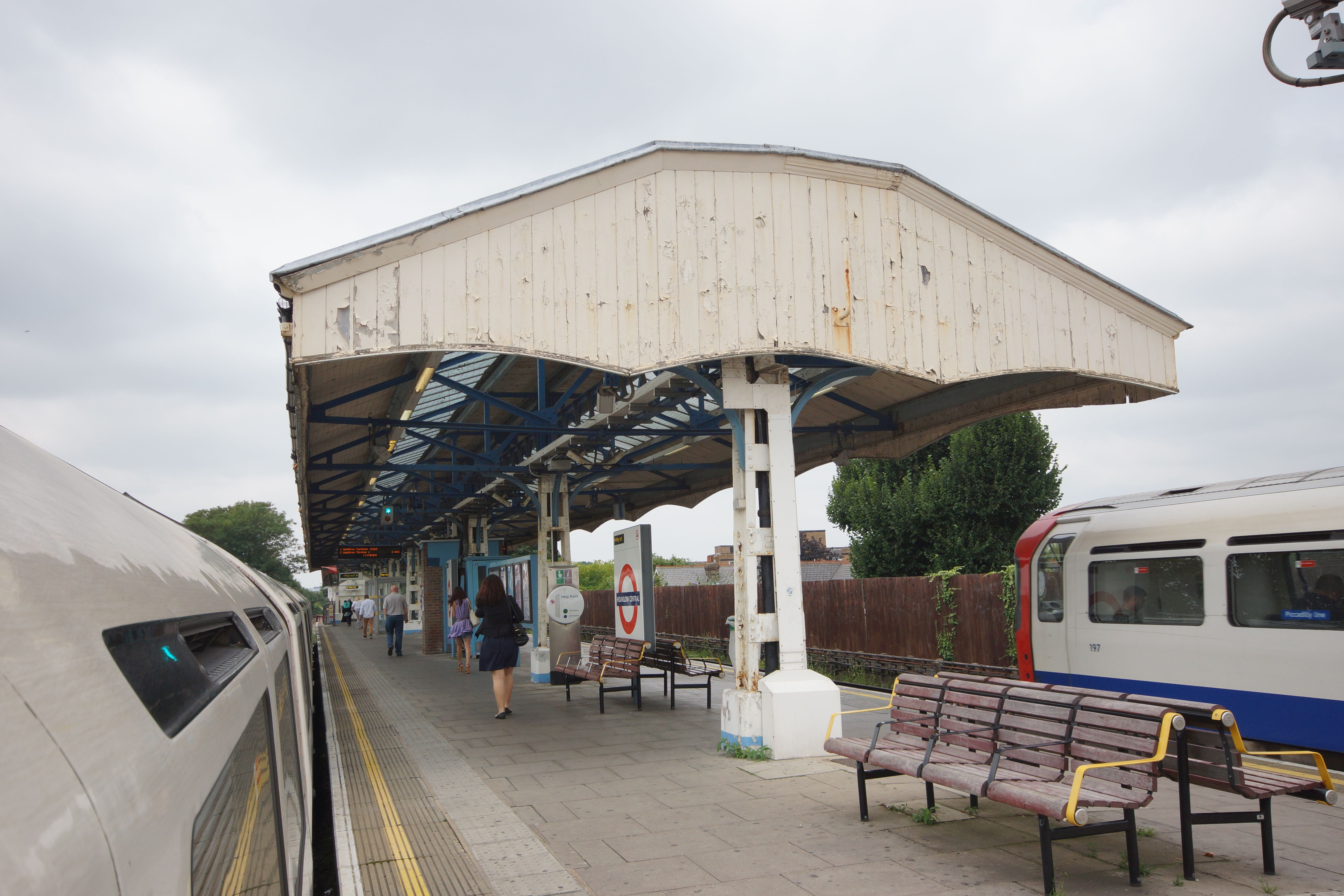
Het eilandperron met perronkap uit 1912.
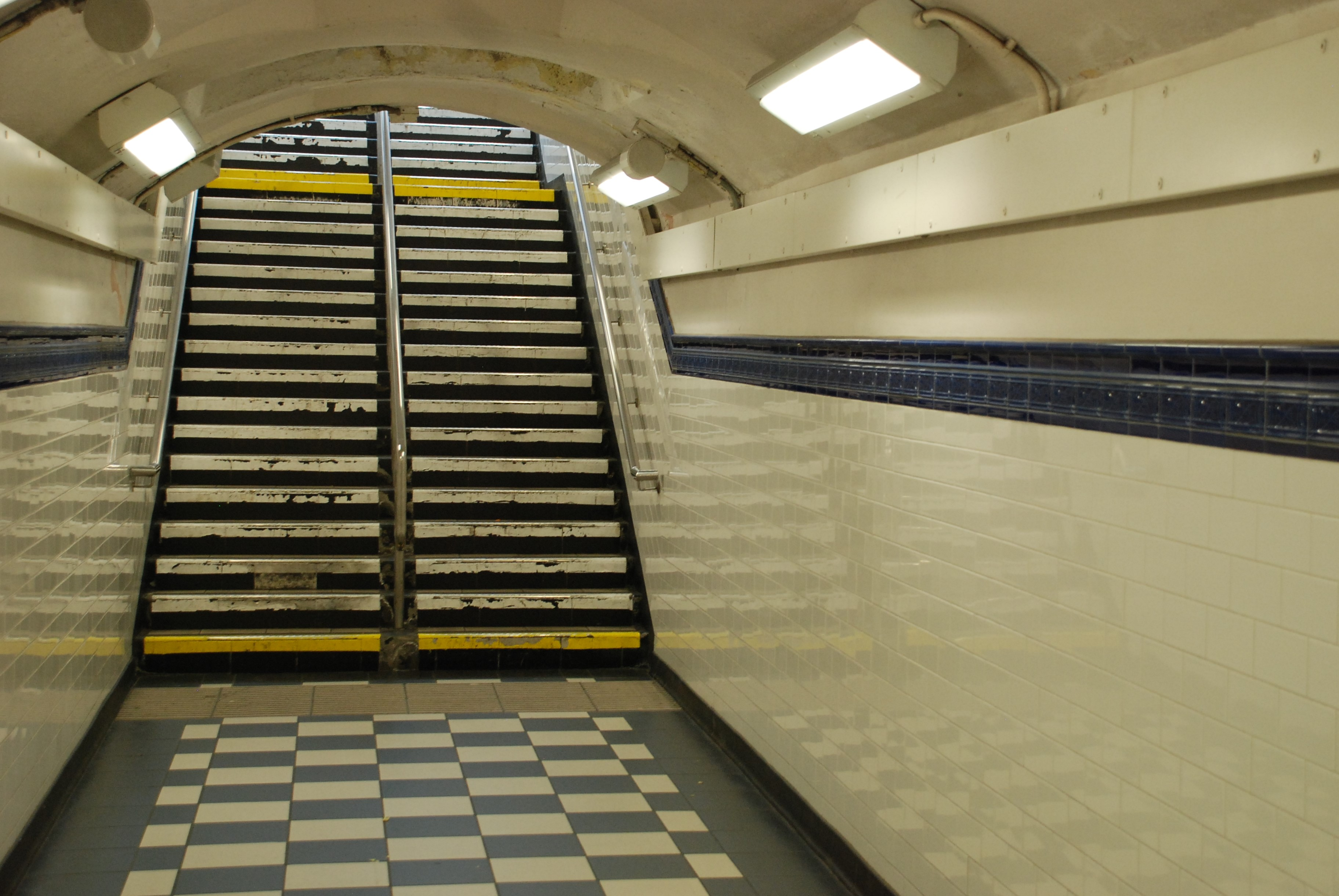
Gang en trap tussen hal en perron.
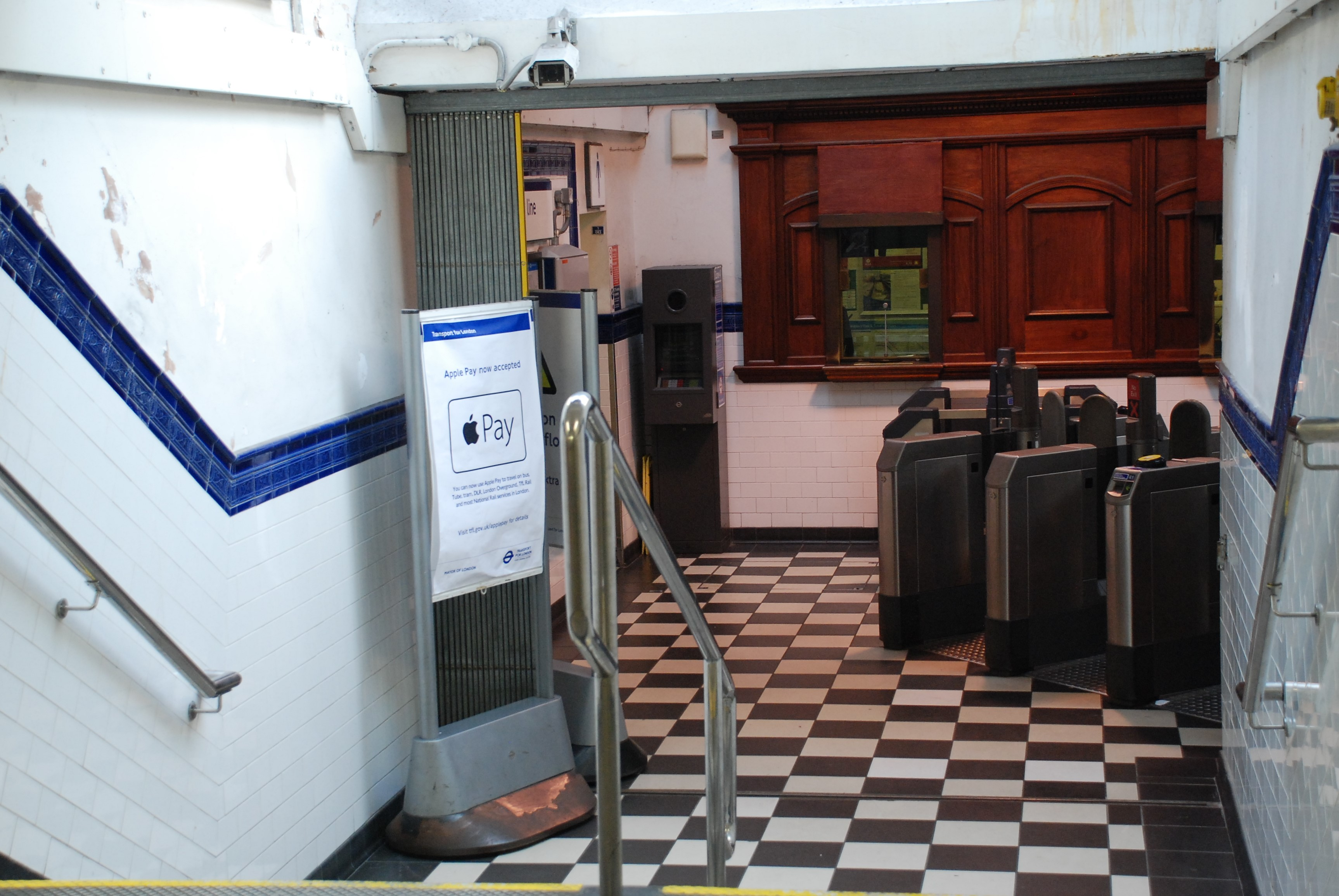
De stationshal met OV-poortjes.

## Ligging en inrichting
Het station ligt aan Lampton Road (A3005) ongeveer 500 meter ten noorden van Hounslow High Street en dicht bij Lampton Park. Het stationsgebouw ligt aan de zuidkant van de metrobrug over Lampton Road. In het stationsgebouw zijn OV-poortjes geplaatst ter hoogte van de vroegere loketten. Aan de perronzijde van de OV-poortjes bevinden zich zowel een heren- als damestoilet. Het eilandperron is met de hal verbonden via vaste trappen en een tunnel in de spoordijk. 

## Fotoarchief
- Hounslow Central. Photographic Archive. London Transport Museum. Gearchiveerd op 11 februari 2014. 
  - Een oude foto van het station en de brug over de Lampton Road, datum onbekend
  - Stationshal met kiosk en loketten in 1928
  - Het stationsgebouw in 1935
  - Het perron tussen de sporen in 1957
  - Het stationsgebouw in 2001